# 豚鼠2：血肉之花
《豚鼠2：血肉之花》（Ginī Piggu 2: Chiniku no Hana）是一部1985年的日本恐怖電影，由日野日出志編劇和導演，是《豚鼠》系列的第二部電影，改編自日野的漫畫《红色之花》（赤い花），由田村宽和夕颜云母主演。剧情講述了一名打扮成武士的男子下藥並綁架一名女子，然後將她帶回家，肢解她並將她的尸块收藏起來。
《豚鼠2》在日本和美國都引起了爭議。據報導，這部電影已從家庭影片市場下架，並被懷疑對綁架並謀殺四名年輕女孩的連環殺手宮崎勤產生了影響。儘管如此，《豚鼠2》一經发行，就連續兩個月躋身日本影片排行榜前十名。据说美国演员查理·辛观看了该片，并确信影片真实地描述了一名女性被杀害和肢解的过程，促使他与当局联系。在对影片中用来模拟暴力的特效进行演示后，调查被撤销。

## 演员
- 田村寛 饰 武士[2]
- 夕顔きらら 飾 受害者[2]

## 反响
《Vice》的小菅智和稱這部電影是“無與倫比的血腥電影，今天看起來和1985年一樣真實和可怕。”《Screen Rant》的贾森·沃伊纳尔稱《豚鼠2》是《豚鼠》系列中“最臭名昭著的”，並指出看過它的人“不會责怪”有人認為它是一部真正的虐杀电影。同樣，DVD Talk的J·多伊尔·沃利斯稱其為該系列中“最臭名昭著”的电影之一。他對影片“時好時壞”的特效有著複雜的感覺，稱其“有時令人印象深刻，比如被砍掉的手和被砍下的頭，有時明顯是假的，比如被砍斷的腿和刺入令人難以信服的皮膚的冰錐。”
吉姆·哈珀在他的《地獄之花：現代日本恐怖電影》（Flowers from Hell: The Modern Japanese Horror Film）一書中提到，《豚鼠2》的特效和製作價值優於第一部《豚鼠》電影，但他寫道，“特效在很大程度上不令人信服，而且堆积的特效更可能引发无聊和恼怒，而非真正的恐怖。”布魯斯·F·卡文在他的《恐怖與恐怖電影》（Horror and the Horror Film）一書中寫道，《豚鼠2》“将血腥、下药的肢解表现得淋漓尽致，鼓励观众要么坐立不安，要么从中发现一种扣人心弦的美感……这是一次在恐怖中宣扬美感的实验，尽管它承认感知、控制和表现这种美感的艺术家是疯狂的。”

## 争议

### 审查
在日本各地教育委員會審查該影片後，據說所有《豚鼠2》的拷貝均已從市場上撤回。在2009年接受《Vice》採訪時，編劇兼導演日野日出志表示，他認為撤回是“一次巨大的成功”。。
1992年，一位名叫克里斯托弗·伯绍德（Christopher Berthoud）的26歲英國男子因進口《豚鼠2》的拷貝而被罰款600英鎊。該案的檢方表示，儘管該影片沒有真實兇殺案的鏡頭，但仍然可以歸類為“虐杀电影”，因為“模擬得非常好，以至於給人留下的印象就是如此”。

### 模仿犯
1988年至1989年間，日本連環殺手宮崎勤綁架、肢解和謀殺了四名年輕女孩，並對她們的屍體進行了性騷擾。被捕後，人們發現宮崎勤收藏了大量錄像帶，其中包括多部恐怖片。宮崎勤據稱在犯罪時重演了《豚鼠2》中的場景，並據稱受到了此類媒體的啟發。因此，東京都廳試圖以《豚鼠》系列为例，说明日本娛樂中對暴力描绘進行必要克制的一個例子。然而，據說大部分責任都歸咎於當時的整個日本文化“創造了一個滋生這種[暴力]心態的社會”。
據日野稱，在許多人“認為凶手可能觀看並模仿了”電影中的場景後，東京深川市警察局接到了有關《豚鼠2》的通知。日野表示，第四部豚鼠電影（他指出他“與這部電影無關”）才是在宮崎勤的影片收藏中發現的，而不是《豚鼠2》。他說：
不幸的是，深川警方在逮捕宮崎之前看了《豚鼠2》。他們不知道《豚鼠》是一個系列，所以當他們聽到《豚鼠》影片被發現時，他們以為是《豚鼠2》。深川警方向記者團報告說，他們在房間裡發現了我的電影。到那天晚上，錯誤信息已經传开了。

### 虐杀电影指控
據稱，20世紀90年代初，美國影評人克里斯·戈尔結識了演員查理·辛，並送給辛一份《豚鼠2》的拷贝。據說辛看完這部電影后確信這是一部真實地描绘了女性被謀殺和肢解的虐杀电影，並向當局舉報。联邦调查局（FBI）對參與《豚鼠2》制作和分銷的人員展開調查，其中包括查尔斯·巴伦，一位早期分銷商，聲稱這部電影沒有真實兇殺案的鏡頭，以及日野。據稱，聯邦調查局沒收了辛的電影拷贝，但在他們觀看了一部製作紀錄片，展示了用来模擬電影中呈现的暴力画面的特效後，調查被撤銷。
杰伊·麦克罗伊在他的《噩夢日本：當代日本恐怖電影》（Nightmare Japan: Contemporary Japanese Horror Cinema）一書中寫道，涉及辛的事件“在世界恐怖電影的‘鐵桿’愛好者中被如此頻繁地講述，以至於每一次重述，都越來越接近於类似都市傳說的地位”。巴倫將這一事件稱為“新都市神話”，並聲稱聯邦調查局從未就這部電影聯繫過他。